# Natação no Campeonato Europeu de Esportes Aquáticos de 2014 - 100 m peito feminino
A prova dos 100 metros peito feminino da natação no Campeonato Europeu de Esportes Aquáticos de 2014 ocorreu nos dias 19 e 20 de agosto em Berlim, na Alemanha. 

## Calendário
| Fase          | Data         | Hora  |
| ------------- | ------------ | ----- |
| Eliminatórias | 19 de agosto | 09:57 |
| Semifinal     | 19 de agosto | 18:39 |
| Final         | 20 de agosto | 18:57 |

Todos os horários estão no horário local (UTC+1)

## Recordes
Antes desta competição, os recordes eram os seguintes:
| Recorde mundial       | Rūta Meilutytė | 1:04.35 | Barcelona | 28 de julho de 2013  |
| Recorde europeu       | Rūta Meilutytė | 1:04.35 | Barcelona | 28 de julho de 2013  |
| Recorde do campeonato | Yuliya Efimova | 1:06.32 | Budapeste | 11 de agosto de 2010 |

Os seguintes novos recordes foram estabelecidos durante esta competição. 
| Data         | Prova | Nadadora              | Nacionalidade | Tempo   | Recordes              |
| ------------ | ----- | --------------------- | ------------- | ------- | --------------------- |
| 20 de agosto | Final | Rikke Møller Pedersen | Dinamarca     | 1:06.23 | Recorde do campeonato |

## Medalhistas
| Ouro                        | Prata                  | Bronze                    |
| Rikke Møller Pedersen (DEN) | Jennie Johansson (SWE) | Arianna Castiglioni (ITA) |

## Resultados

### Eliminatórias
Esses foram os resultados das eliminatórias. 
| Pos. | Bateria | Raia | Nadadora                  | Nacionalidade        | Tempo   | Notas |
| ---- | ------- | ---- | ------------------------- | -------------------- | ------- | ----- |
| 1    | 4       | 6    | Arianna Castiglioni       | Itália               | 1:07.50 | Q     |
| 2    | 5       | 4    | Rikke Møller Pedersen     | Dinamarca            | 1:07.57 | Q     |
| 3    | 5       | 6    | Petra Chocová             | Chéquia              | 1:07.66 | Q     |
| 4    | 3       | 4    | Jèssica Vall              | Espanha              | 1:07.83 | Q     |
| 4    | 5       | 5    | Jennie Johansson          | Suécia               | 1:07.83 | Q     |
| 6    | 5       | 3    | Moniek Nijhuis            | Países Baixos        | 1:08.16 | Q     |
| 7    | 3       | 3    | Vitalina Simonova         | Rússia               | 1:08.27 | Q     |
| 8    | 5       | 1    | Martina Moravčíková       | Chéquia              | 1:08.39 | Q     |
| 9    | 3       | 2    | Amit Ivry                 | Israel               | 1:08.55 | Q     |
| 10   | 3       | 5    | Fiona Doyle               | Irlanda              | 1:08.77 | Q     |
| 11   | 3       | 7    | Mariya Liver              | Ucrânia              | 1:08.81 | Q     |
| 12   | 4       | 2    | Vanessa Grimberg          | Alemanha             | 1:08.84 | Q     |
| 12   | 4       | 3    | Maria Astashkina          | Rússia               | 1:08.84 | Q     |
| 14   | 3       | 1    | Fanny Lecluyse            | Bélgica              | 1:08.97 | Q     |
| 15   | 4       | 7    | Hrafnhildur Lúthersdóttir | Islândia             | 1:09.12 | Q     |
| 16   | 3       | 6    | Giulia De Ascentis        | Itália               | 1:09.19 | Q     |
| 17   | 4       | 0    | Sycerika McMahon          | Irlanda              | 1:09.23 |       |
| 18   | 5       | 0    | Olga Tovstogan            | Ucrânia              | 1:09.27 |       |
| 19   | 4       | 1    | Molly Renshaw             | Reino Unido          | 1:09.30 |       |
| 20   | 5       | 7    | Jenna Laukkanen           | Finlândia            | 1:09.31 |       |
| 21   | 4       | 5    | Marina García Urzainqui   | Espanha              | 1:09.41 |       |
| 22   | 3       | 9    | Coralie Dobral            | França               | 1:09.84 |       |
| 23   | 5       | 2    | Joline Höstman            | Suécia               | 1:09.98 |       |
| 24   | 5       | 8    | Claire Polit              | França               | 1:10.33 |       |
| 25   | 3       | 0    | Tjaša Vozel               | Eslovênia            | 1:10.42 |       |
| 26   | 3       | 8    | Elisa Celli               | Itália               | 1:10.50 |       |
| 27   | 2       | 0    | Tanja Šmid                | Eslovênia            | 1:10.60 |       |
| 28   | 2       | 2    | Maria Romanjuk            | Estónia              | 1:10.69 |       |
| 29   | 2       | 3    | Ana Radič                 | Croácia              | 1:10.72 |       |
| 30   | 4       | 9    | Vilma Ekström             | Suécia               | 1:10.76 |       |
| 31   | 2       | 6    | Jessica Eriksson          | Suécia               | 1:10.88 |       |
| 32   | 4       | 8    | Louise Dalgaard           | Dinamarca            | 1:10.92 |       |
| 32   | 5       | 9    | Alona Ribakova            | Letônia              | 1:10.92 |       |
| 34   | 2       | 4    | Anastasia Korotkov        | Israel               | 1:11.00 |       |
| 35   | 2       | 5    | Veera Kivirinta           | Finlândia            | 1:11.12 |       |
| 36   | 1       | 7    | Gizem Bozkurt             | Turquia              | 1:11.59 |       |
| 37   | 2       | 8    | Tatiana Chişca            | Moldávia             | 1:11.80 |       |
| 38   | 2       | 7    | Andrea Podmaníková        | Eslováquia           | 1:11.97 |       |
| 39   | 2       | 9    | Ivana Ninković            | Bósnia e Herzegovina | 1:12.55 |       |
| 39   | 1       | 6    | Maria Harutjunjan         | Estónia              | 1:12.55 |       |
| 41   | 1       | 1    | Alina Bulmag              | Moldávia             | 1:12.98 |       |
| 42   | 4       | 4    | Sophie Taylor             | Reino Unido          | 1:13.47 |       |
| 43   | 1       | 2    | Eva Jordová               | Chéquia              | 1:13.70 |       |
| 44   | 1       | 5    | Jovana Bogdanović         | Sérvia               | 1:13.86 |       |
| 45   | 1       | 3    | Edita Chrápavá            | Chéquia              | 1:17.08 |       |
| —    | 2       | 1    | Stina Collelou            | Noruega              |         | DSQ   |
| —    | 1       | 4    | Anna Maekinen             | Finlândia            |         | DNS   |

### Semifinal
Esses foram os resultados das semifinais. 
Semifinal 1
| Pos. | Raia | Nadadora              | Nacionalidade | Tempo   | Notas |
| ---- | ---- | --------------------- | ------------- | ------- | ----- |
| 1    | 4    | Rikke Møller Pedersen | Dinamarca     | 1:06.34 | Q     |
| 2    | 5    | Jennie Johansson      | Suécia        | 1:07.39 | Q     |
| 3    | 7    | Maria Astashkina      | Rússia        | 1:07.66 | Q     |
| 4    | 3    | Moniek Nijhuis        | Países Baixos | 1:07.82 | Q     |
| 5    | 8    | Giulia De Ascentis    | Itália        | 1:08.20 |       |
| 6    | 6    | Martina Moravčíková   | Chéquia       | 1:08.38 |       |
| 7    | 2    | Fiona Doyle           | Irlanda       | 1:08.39 |       |
| 8    | 1    | Fanny Lecluyse        | Bélgica       | 1:08.89 |       |

Semifinal 2
| Pos. | Raia | Nadadora                  | Nacionalidade | Tempo   | Notas |
| ---- | ---- | ------------------------- | ------------- | ------- | ----- |
| 1    | 4    | Arianna Castiglioni       | Itália        | 1:07.31 | Q     |
| 2    | 3    | Jèssica Vall              | Espanha       | 1:07.52 | Q     |
| 3    | 5    | Petra Chocová             | Chéquia       | 1:07.70 | Q     |
| 4    | 6    | Vitalina Simonova         | Rússia        | 1:07.84 | Q     |
| 5    | 2    | Amit Ivry                 | Israel        | 1:07.89 |       |
| 6    | 8    | Hrafnhildur Lúthersdóttir | Islândia      | 1:08.19 |       |
| 7    | 1    | Vanessa Grimberg          | Alemanha      | 1:08.50 |       |
| 8    | 7    | Mariya Liver              | Ucrânia       | 1:08.59 |       |

### Final
Esse foi o resultado da final. 
| Pos.              | Raia | Nadadora              | Nacionalidade | Tempo   | Notas                 |
| ----------------- | ---- | --------------------- | ------------- | ------- | --------------------- |
| Medalha de ouro   | 4    | Rikke Møller Pedersen | Dinamarca     | 1:06.23 | Recorde do campeonato |
| Medalha de prata  | 3    | Jennie Johansson      | Suécia        | 1:07.04 |                       |
| Medalha de bronze | 5    | Arianna Castiglioni   | Itália        | 1:07.36 |                       |
| 4                 | 6    | Jèssica Vall          | Espanha       | 1:07.51 |                       |
| 5                 | 1    | Moniek Nijhuis        | Países Baixos | 1:07.64 |                       |
| 6                 | 8    | Vitalina Simonova     | Rússia        | 1:07.99 |                       |
| 7                 | 7    | Petra Chocová         | Chéquia       | 1:08.11 |                       |
| 8                 | 2    | Maria Astashkina      | Rússia        | 1:08.19 |                       |

Legenda
| Recorde mundial       | Recorde mundial (World record)               |                       | Recorde africano                      | Recorde africano (African) |                                           | Q | Classificado por posição (Qualified) |
| Recorde do campeonato | Recorde do campeonato (Championship record)  | Recorde da América    | Recorde da América (Americas)         | q                          | Classificado por melhor tempo (Qualified) |   |                                      |
| Melhor marca do ano   | Melhor marca do ano (World leading)          | Recorde asiático      | Recorde asiático (Asian)              | DNS                        | Não largou (Did not start)                |   |                                      |
| Recorde nacional      | Recorde nacional (National record)           | Recorde europeu       | Recorde europeu (European)            | DNF                        | Não terminou (Did not finish)             |   |                                      |
| Recorde pessoal       | Recorde pessoal do atleta (Personal best)    | Recorde da Oceania    | Recorde da Oceania (Oceania)          | DSQ / DQ                   | Desclassificado (Disqualified)            |   |                                      |
| Recorde da temporada  | Recorde da temporada do atleta (Season best) | Recorde sul-americano | Recorde sul-americano (South America) | NM                         | Sem marca (No mark)                       |   |                                      |